# Sveti Oktavijan

Sveti Oktavijan (? – 484.), kartaški biskup, svetac i mučenik. Spomendan mu je 22. ožujka. Poznat je i kao Oktavijan Kartaški.
Obnašao je službu arhiđakona (pomoćnoga biskupa) u Kartagi. Vjerovao je da je Isus Krist pravi Bog i pravi čovjek, jednakopravan Bogu Ocu i istovremeno postojuć s Njim, čime se suprotstavio arijanskom krivovjerju. Kako je dio Vandala prihvatio arijanski nauk, vandalski kralj Hunerik progonio je pravovjerne kršćane nastojeći zadobiti vlast nad kršćanstvom (putem arijanizma). U tim progonima mučeništvo je podnio i Oktavijan, zajedno s tisućama vjernika.
Spominje se u Rimskom martirologiju.